# Nemrlov
Nemrlov (německy Elend, později Waldheim) je vesnice, součást obce Oskava v okrese Šumperk. Tvoří jednu z jejích základních sídelních jednotek. Vesnicí, která se nachází v samostatném katastrálním území, protéká řeka Oskava.

## Název
Původní jméno vesnice bylo Nevrlov, bylo odvozeno od osobního jména Nevrla a znamenalo "Nevrlův majetek". V němčině byla ves pojmenována jako Elend ("Nouze"), což bylo obvyklé jméno malých a nebohatých osad. Od poloviny 19. století se v češtině používala podoba Nemrlov, v níž došlo k záměně retných souhlásek v > m. V němčině bylo roku 1915 jméno změněno na Waldheim ("Lesní domov") kvůli nepříznivému vyznění původního (německého) jména.

## Historie

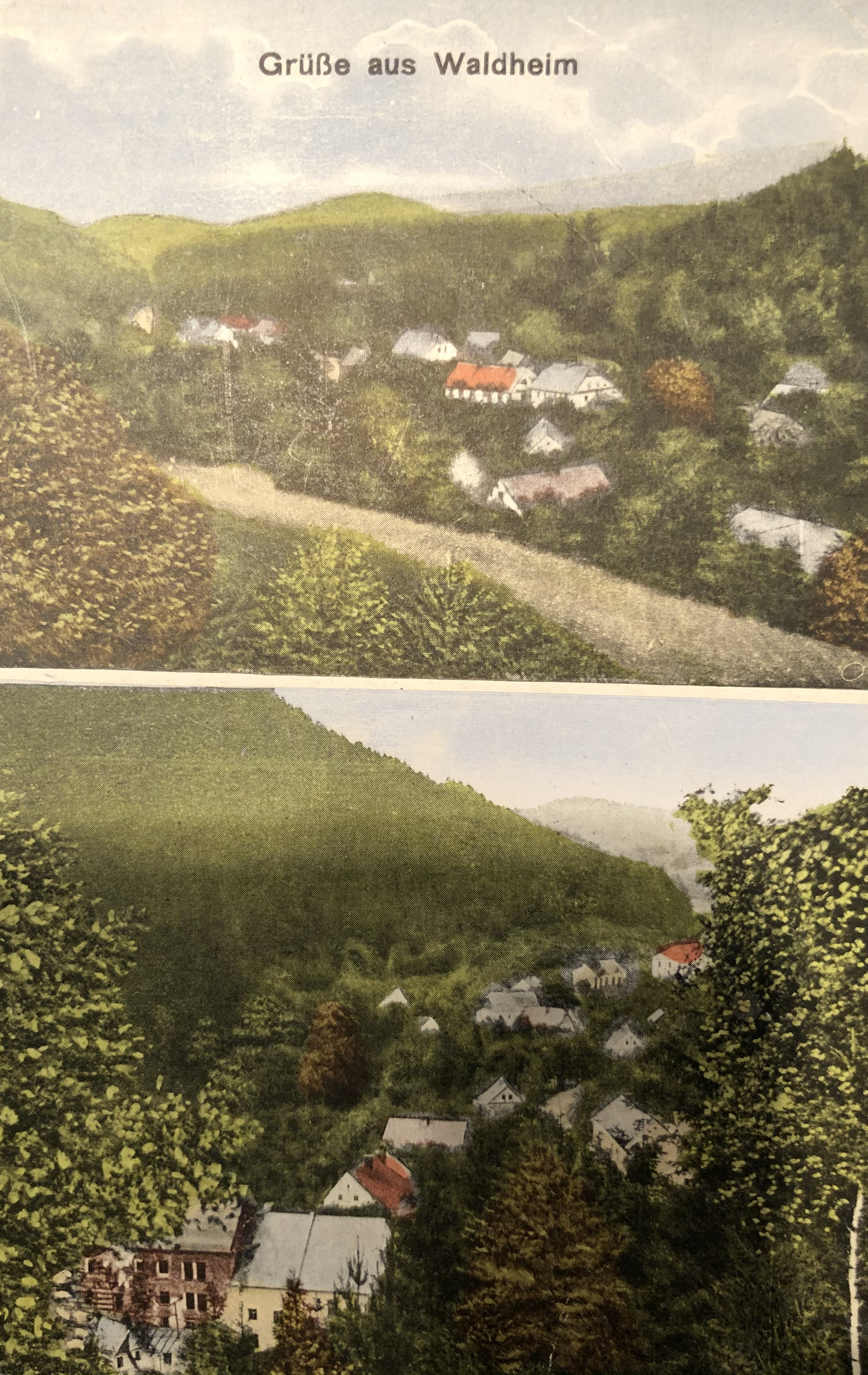
Nemrlov na pohlednici ze začátku 20. století

Ves byla založena v 16. století, před rokem 1588, na kolonizované lesní půdě patřící úsovskému panství. V blízkém okolí vzniklo v té době množství železářských hutí a hamrů. Po zrušení patrimoniální správy v roce 1848 byl samostatnou obcí. V roce 1960 se stal součástí blízké Oskavy a je jednou z jejích základních sídelních jednotek.
V domě č. 44 se narodil František Schön (1830-1921), stavební inženýr a podnikatel, budovatel železnic a veřejných staveb.

## Obyvatelstvo
| 1869 | 1880 | 1890 | 1900 | 1910 | 1921 | 1930 | 1950 | 1961 | 1970 | 1980 | 1991 | 2001 | 2011 |
| ---- | ---- | ---- | ---- | ---- | ---- | ---- | ---- | ---- | ---- | ---- | ---- | ---- | ---- |
| 448  | 417  | 473  | 443  | 391  | 317  | 304  | 176  | —    | 198  | 174  | 128  | 128  | 149  |